# Plumbur

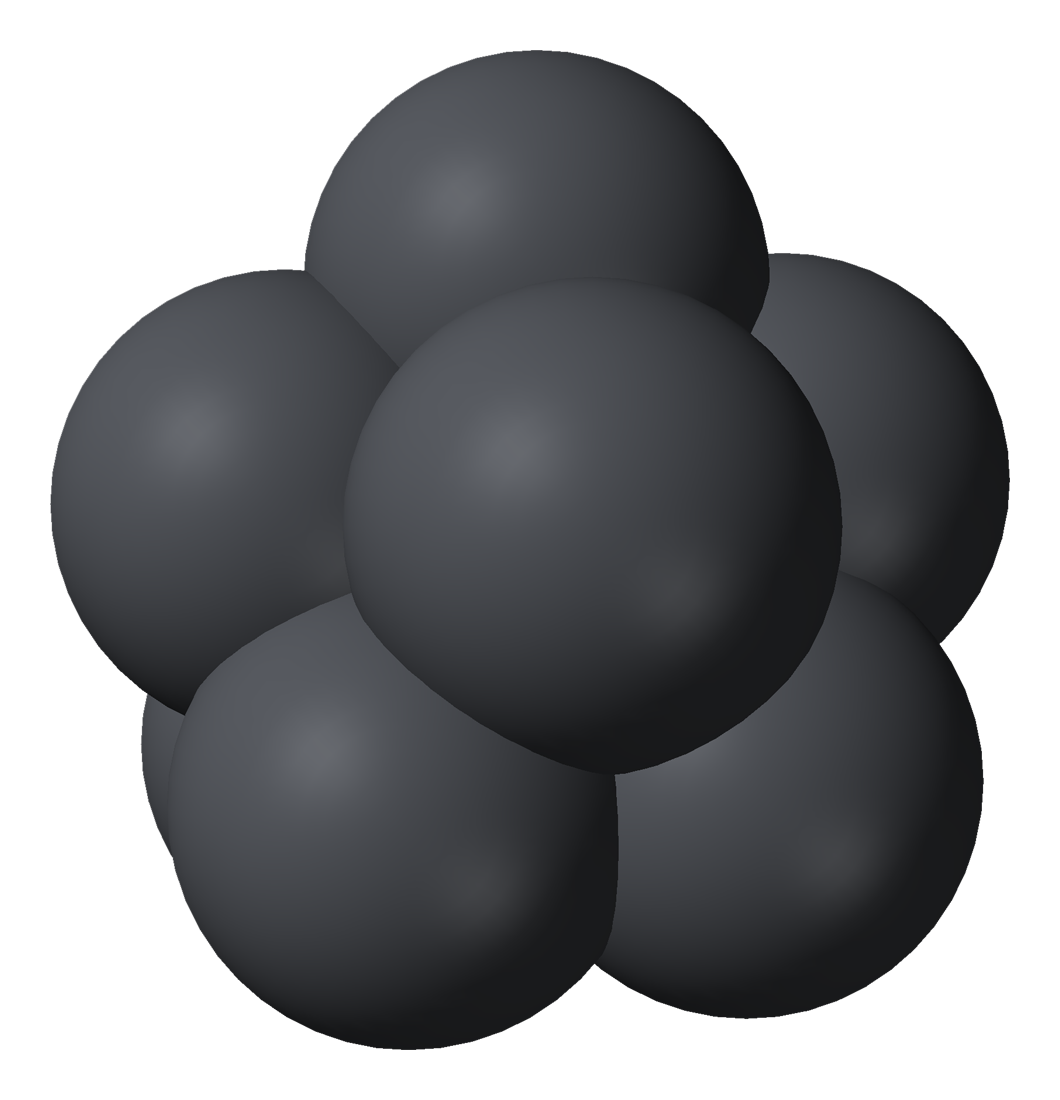
Model de l'anió nonaplumbur, Pb_{9}^{4-}

Un plumbur és un compost químic format per la combinació de l'element plom i un o més elements menys electronegatius que ell. El mot plumbur deriva del llatí plumbum, plom.

## Nomenclatura
Els plumburs són combinacions del plom amb elements més electropositius o, cosa que és el mateix, menys electronegatius. La IUPAC ha establert que, a efectes d'anomenar els plumburs, els elements més electropositius són tots els dels grups 1 a 13 de la taula periòdica, els lantànids i els actínids. És a dir, els grups situats a l'esquerra del grup 14 del plom.
Per anomenar aquests composts s'empra la nomenclatura de composició estequiomètrica, preferint-se la que indica la proporció de cada element mitjançant prefixos de quantitat. Els noms es formen començant per plumbur precedit per un prefix, si cal, que indica la proporció del plom al compost; després la preposició de, i s'acaba amb el nom de l'altre element, també precedit del prefix que indiqui la proporció, si cal. Exemples:
- {\textstyle Ca_{2}Pb}: plumbur de dicalci
- {\textstyle Ca_{5}Pb_{3}}: triplumbur de pentacalci
- {\textstyle CaPb_{3}}: triplumbur de calci

## Plumburs binaris
Els plumburs dels metalls alcalins s'obtenen per reacció directa amb el plom, i donen lloc a una gran varietat de composts, destacant de sodi: {\textstyle NaPb,NaPb_{3},} {\textstyle Na_{15}Pb_{4}}; de potassi: {\textstyle KPb,KPb_{2},K_{4}Pb_{9},K_{5}Pb_{24}}, de rubidi: {\textstyle RbPb,Rb_{4}Pb_{9}}; i de cesi: {\textstyle CsPb} i {\textstyle Cs_{4}Pb_{9}}; amb anions fases de Zintl semblants als estannurs. El liti, degut al seu menor volum, dona lloc a composicions diferents: {\textstyle LiPb,Li_{8}Pb_{3},} {\textstyle Li_{3}Pb,Li_{10}Pb_{3},} {\textstyle Li_{7}Pb_{2}} i {\textstyle Li_{22}Pb_{5}}.
Quant als metalls alcalinoterris el beril·li no dona plumburs, i del magnesi només se'n coneix el {\textstyle Mg_{2}Pb}. La resta de metalls alcalinoterris dona un bon grapat de composts. De calci: {\textstyle Ca_{2}Pb,Ca_{5}P_{3},CaPb,CaPb_{3}}; d'estronci: {\textstyle Sr_{2}Pb,Sr_{5}Pb_{3},} {\textstyle Sr_{31}Pb_{20},SrPb,Sr_{2}Pb_{3},SrPb_{3}}, i de bari: {\textstyle Ba_{2}Pb,Ba_{5}Pb_{3},} {\textstyle BaPb,Ba_{3}Pb_{5}} i {\textstyle BaPb_{3}}.
Els metalls de transició formen menys plumburs que estannurs, i les composicions són {\textstyle T_{3}Pb,T_{5}Pb_{3},T_{5}Pb_{4},} {\textstyle TPb,T_{4}Pb_{5},TPb_{2}} i {\textstyle TPb_{4}}, on {\textstyle T} representa un metall de transició. Per exemple {\textstyle AuPb_{2},Pt_{3}Pb,PtPb_{4}} o {\textstyle Rh_{4}Pb_{5}}.